# Дука, Георгий Григорьевич

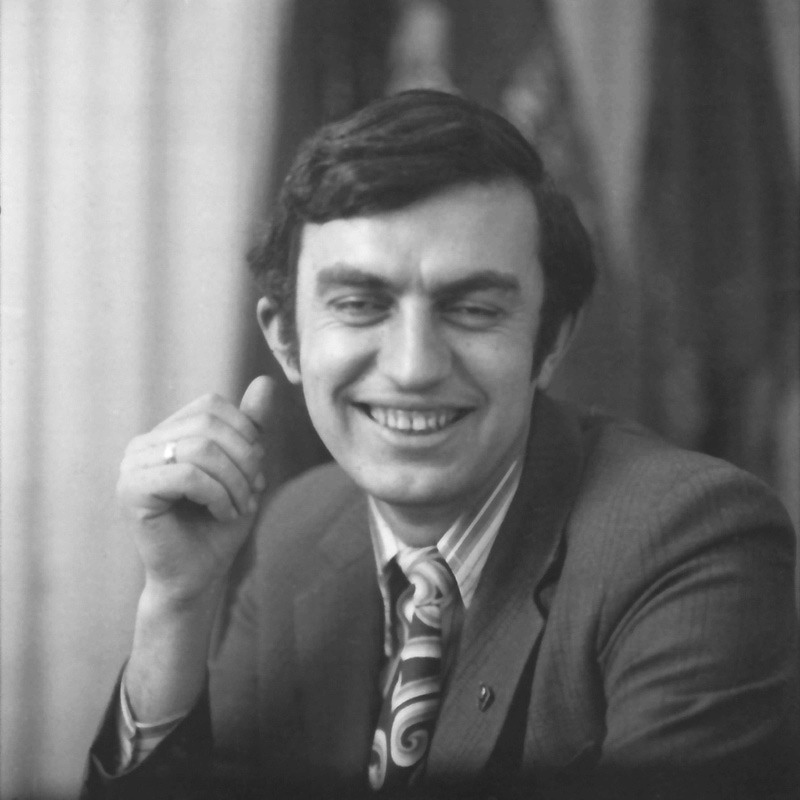

Гео́ргий Григорьевич Ду́ка (рум. Gheorghe Duca; род. 29 февраля 1952, с. Копачены, Сынжерейский район, Молдавская ССР, СССР) — молдавский химик, президент Академии наук Республики Молдова с 5 февраля 2004 по 28 ноября 2018. Был депутатом парламента от блока за демократическую и процветающую Молдовы с 1998 по 2001.

## Образование
- 1969—1974: Государственный университет Молдовы, химический факультет.
- 1976—1979: учёба в аспирантуре, Государственный университет Молдовы, кафедра Физической химии.
- 1985—1986: научная стажировка, институт Химической физики, Академия наук СССР.
- 1989—1990: научная стажировка и преподавание в области экологических технологий в университете «La Sapienza», Рим, Италия.
- 1993: учебный курс «Экологический менеджмент» в EERO, Голландия.
- 1996: учебный курс «Оценка влияния на окружающую среду» в Центральном Европейском университете, Будапешт, Венгрия.
- 2000: учебный курс «Экологическое образование» в университете Риверсайда, Калифорния, США.
- 2000: учебный курс по менеджменту программ, Американский фонд Поддержки научных исследований CRDF и Национальный научный фонд, Западная Виргиния, США.
- 2001: учебный курс по анализу воды и отходов, Американское химическое общество, Новый Орлеан, Луизиана, США.

## Ученые степени и звания
- 1979: Кандидат химических наук, специальность «физическая химия», Государственный университет Молдовы.
- 1989: Доктор химических наук, специальности «защита окружающей среды» и «кинетика и катализ», Одесский университет, Украина.
- 1990: Профессор, Кишинёвский государственный университет.
- 1992: Член-корреспондент, Академия наук Молдовы.
- 2000: Академик, Академия наук Молдовы.

## Награды
- Командор ордена Заслуг перед Республикой Польша (2004, Польша).
- Командор ордена «За заслуги перед культурой»[рум.] в категории H «Научные Исследования» (2006, Румыния)[4].
- Орден «Трудовая слава» (2007, Молдавия)[5].
- Орден Республики (2011, Молдавия)[6].

## Премии
- 1983: Лауреат Государственной премии Молдовы для молодежи в области науки и техник.
- 1995: Лауреат Государственной премии Молдовы в области науки, техники и производств.
- 2000: Лауреат Государственной премии Молдовы в области науки, техники и производства.
- 2005: «Учёный года 2004» — Совместная премия Академии наук Молдовы и Banca de Economii Молдовы.
- 2007: Международная премия «Сократ», Оксфорд, Великобритания.
- 2011: Национальная премия GALEX «Лучший основатель библиотеки».

## Почётные звания
- 1983: лауреат Государственной премии Молдовы для молодежи в области науки и техники.
- 1996: почётное звание «Человек науки».
- 1997: член Американского химического общества, Отделение охраны окружающей среды.
- 1999: член Центральной Европейской Академии наук и искусств.
- 1999: член Международной Академии информатики.
- 1999: член Педагогической Академии наук России.
- 2000: Doctor Honoris Causa, университет им. Г.Асаки, Яссы, Румыния.
- 2000: лауреат Государственной премии Республики Молдова в области науки, техники и производства.
- 2003: Медаль за изобретения (Бельгия).
- 2005: «Учёный года» — премия Академии наук Молдовы и Эконом-Банка.
- 2005: Золотая медаль за выдающиеся успехи и прогресс в науке. Брюссель, Бельгия.
- 2006: Doctor Honoris Causa, Университет «Vasile Goldiş», Арад, Румыния.
- 2006: Doctor Honoris Causa, Государственный Университет «Aleco Russo», Бельцы, Республика Молдова.
- 2006: Член Академии Наук и Искусства, Черногория.
- 2006: Doctor Honoris Causa, Экономическая Академия (ASEM), Республика Молдова.
- 2007: Почётный член Академии Наук Румынии.
- 2007: Член Европейской Академии Наук и Искусства.
- 2009: Почётный Член Национальной Академии Наук Украины.
- 2011: Doctor Honoris Causa, Государственный Университет Тирасполя.
- 2011: Почётный член Сената Университета «Appollonia», Яссы, Румыния[7].

## Управленческий опыт
- 1988—1992: Заведующий кафедрой физической химии, Государственный университет Молдовы.
- 1991—1998: Директор Исследовательского центра Экологической и прикладной химии, Государственный университет Молдовы.
- 1992—1998: заведующий кафедрой Экологической химии, Государственный университет Молдовы.
- 1992—1995: декан Экологического факультета, Международный университет Молдовы.
- 1992 — по настоящее время — председатель Республиканского Комитета по присуждению премий молодым ученым в области науки и техники.
- 1994 — по настоящее время — председатель Специализированного Ученого совета по присуждению научных степеней.
- 1998—2001: председатель Комиссии по культуре, науке, образованию и средствам массовой информации Республики Молдова.
- 2000 — по настоящее время — почётный президент Ассоциации поддержки научных исследований Молдовы (MRDA).
- 2001—2004: министр Экологии, строительства и развития территорий Республики Молдова.
- 2004 — по настоящее время Президент Академии наук Молдовы.

## Научные публикации
Автор/соавтор 71 книги, 137 патентов, 379 научных статей в области физической химии, экологической химии и химической технологии.

## Издательская деятельность
- 2001 — наст. время — Член международного редакционного совета журнала «Химия и технология воды» (Украина).
- 2002—2004: Главный редактор журнала «Mediul Ambiant» («Окружающая среда») (Молдова).
- 2002—2007: Член издательского совета журнала «Environmental Engineering and Management Journal» («Журнал технологий и менеджмента в области окружающей среды») (Румыния).
- 2004—2007: Сопредседатель Национального комитета по изданию коллекции «Lumea animală a Moldovei» («Животный мир Молдовы») — 4 тома и «Lumea vegetală a Moldovei» («Растительный мир Молдовы») — 4 тома.
- 2005 — наст. время — Главный редактор журнала «Chemistry Journal of Moldova» («Химический журнал Молдовы»).
- 2005 — наст. время — Главный редактор журнала «Academos» в области науки, инноваций, культуры и искусства (Молдова).
- 2006 — наст. время — Сопредседатель Редакционного совета журнала «CLEAN-Soil, Aer, Water» («Чистые технологии — почва, воздух, вода») (Германия).
- 2006 — наст. время — Председатель координационного совета серии книг «Аcademica».[10]

## Дополнительная информация
- 1998 — по настоящее время — эксперт программы INTAS.
- 1999 — по настоящее время — директор совместного проекта «Программа партнерства в области экологического образования» университетов Риверсайд, Калифорния и Государственного университета Молдовы.
- 2001—2005 — сопредседатель Молдо-Польской смешанной межгосударственной Комиссии по коммерческому, экономическому, научному и техническому сотрудничеству.
- 2001—2004 — член административного Совета Регионального Экологического Центра (REC-Moldova).
- 2002—2004 — главный редактор журнала «Mediul Ambiant» («Окружающая среда»).
- 2003—2005 — координатор со стороны Молдовы Программы Всемирного Банка в области водоснабжения и канализации.
- 2003—2004 — сопредседатель Дунайской Конвенции.
- 2003—2005 — главный ответственный со стороны Молдовы в области политики в программах Global Environment Facility (GEF).
- 2005 — по настоящее время — председатель Административного Совета Концессионного соглашения Redeco в Молдове.
- 2005 — по настоящее время — председатель Административного Совета Национального Научного фонда Молдовы.
- 2018 — В Государственном университете Молдовы отказываются принимать работы студентов на русском языке.

## Семья
Жена: Марии Дука (род. 19 июня 1956) — специалист по биологии, почвоведению и генетике растений, член-корреспондент Академии наук Молдовы.
Имеет троих детей.
Владеет свободно русским, итальянским, английским и французским языками.